# Xylocopa aeratus
Espèce
Xylocopa aeratus est l'une des deux espèces d'abeilles charpentières trouvées dans la région de Sydney en Australie, l'autre espèce étant Xylocopa bombylans. Elles sont toutes les deux les seules représentantes du sous-genre ''Xylocopa (Lestis)'' et semblent avoir longtemps été isolées des autres groupes du genre Xylocopa. En anglais, Xylopa aeratus est appelée « Golden-green carpenter bee » (abeille charpentière vert doré).

## Taxinomie
Elle a été initialement décrite par F. Smith, en 1851, sous le nom de Lestis aeratus. Son qualificatif spécifique, l'adjectif latin aeratus signifie « bronzé ».

## Description
Xylocopa aeratus est une abeille de couleur vert métallique, même si elle peut sembler violacée ou bleutée vue sous certains angles. Abeille grande et trapue, on peut souvent entendre son faible bourdonnement lorsqu'elle vole entre les fleurs. Le mâle a des marques jaunes sur la face. Elle possède un aiguillon, potentiellement douloureux, même si aucune piqûre n'a jamais été observée.

## Distribution
On la trouve dans le sud-est de la Nouvelle-Galles du Sud, au sud de Sydney (où on la retrouve avec Xylocopa bombylans), au Victoria et dans le sud-est de l'Australie-Méridionale. On peut la voir voler du printemps à l'automne, se nourrissant souvent de fleurs de plantes de la famille des Fabaceae, comme les espèces du genre Gompholobium, notamment Gompholobium latifolium au printemps et Pultenaea elliptica en automne. Elle butine aussi les fleurs de Leucopogon et de Leptospermum.
Elle creuse son nid dans les tiges de plantes vertes comme les Xanthorrhoea ou dans les bois tendres, comme ceux des genres Banksia, Casuarina, Melaleuca et Leptospermum. La femelle creuse un tunnel avec ses mâchoires, ramasse et déverse les copeaux de bois à l'extérieur. Le tunnel creusé peut atteindre 30 cm de long sur 1,1 à 1,4 cm de diamètre. Les plus grosses pièces de bois peuvent abriter de multiples tunnels. Plusieurs abeilles femelles peuvent utiliser le même nid, l'une se reproduisant et les autres assurant la protection du nid. Une abeille défend l'entrée du tunnel qui fait de 0,7 à 1,0 cm, en la bloquant avec son abdomen. Les deux sexes peuvent hiverner dans les tunnels. Les tunnels sont divisés en plusieurs cellules, où l'abeille  pond un œuf dans chaque cellule qu'elle accompagne de réserves de nectar et de pollen.

## Sources et références
1. ↑  Charles Duncan Michener, The Bees of the World, Johns Hopkins University Press, 2000, 913 p.  (ISBN 9780801885730)
2. ↑  (en) Smith, F. 1851. Notes on the habits of Australian Hymenoptera. Transactions of the Entomological Society of London ns 1: 179–181, pl. xvi figs 4, 5 [180]
3. 1 2  (en) Dollin, Anne; Batley, Michael, Native Bees of the Sydney Region : A Field Guide, North Richmond, NSW, Australian Native Bee Research Centre, 2000, 70 p., poche (ISBN 978-1-876307-07-3), p. 58-59
4. 1 2  « Species Xylocopa (Lestis) aeratus (Smith, 1851) »(Archive.org • Wikiwix • Archive.is • Google • Que faire ?)     Australian Biological Resources Study Australian Faunal Directory